# Clubiona mayumiae
Clubiona mayumiae là một loài nhện trong họ Clubionidae.
Loài này thuộc chi Clubiona. Clubiona mayumiae được Hirotsugu Ono miêu tả năm 1993.